# RK Metaloplastika Šabac
El RK Metaloplastika Šabac és un club serbi d'handbol de la localitat de Šabac. Durant els anys 80 fou el club d'handbol de l'antiga Iugoslàvia més important, arribant a guanyar 7 Lligues de forma consecutiva, així com 2 Copes d'Europa.

## Palmarès
- 2 Copes d'Europa: 1985 i 1986.
- 7 Lligues de Iugoslàvia: 1982, 1983, 1984, 1985, 1986, 1987 i 1988.
- 5 Copes de Iugoslàvia: 1980, 1983, 1984, 1985 i 1986.